# Мунк, Андреас
Андреас Мунк (норв. Andreas Munch; 19 октября 1811, Христиания, Норвегия— 27 июня 1884, Видбек, Рудерсдаль, Дания) — норвежский поэт, прозаик, редактор, драматург, журналист, двоюродный брат П. А. Мунка. Был первым человеком, получавшим персональную пенсию от норвежского парламента.
Родился в Христиании в семье лютеранского пастора и поэта Йохана Мунка. С детства писал стихи. В 1811 году переехал с семьёй в Кристиансанн, где его отец получил место епископа. В 1830 году окончил латинскую школу и поступил в университет Христиании, где начал изучать философию, однако летом 1831 года вернулся в Кристиансанн и остался дома в связи с болезнью отца. Его отец умер в январе 1832 года, вследствие чего семья оказалась в сложном материальном положении и была вынуждена вернуться в Христианию. Чтобы прокормить родных, Мунк стал домашним учителем, а вскоре получил место переписчика в финансовом ведомстве, одновременно начав писать стихи для газет и журналов. Самые ранние его произведения — сборник «Ephemerer» (1836) и драма «Kong Sverres Ungdom» (1837), за которую получил премию от только что открывшегося (премьерой этой драмы) театра Христиании (Christiania Theater) и на деньги от неё сначала уехал на два месяца в Париж, затем отправился в путешествие по германским государствам. Вернувшись в Норвегию, стал сотрудничать с газетой «Den Constitutionelle», для которой сначала писал театрально-критические статьи, а затем получил место в её редакции. В последующие годы писал мало, но в 1842 году издал одноактную пьесу «Donna Clara», действие которой происходило в Испании. В 1844 году женился, а в 1845 году стал владельцем «Den Constitutionelle», тогда же официально уволившись из финансового ведомства.
Спустя год, однако, продал газету и уехал за границу. Провёл год во Франции, Италии и Германии, на родину вернулся осенью 1847 года и вновь начал писать стихи. В апреле 1850 года у его жены родилось двое сыновей-близнецов, но через несколько дней она умерла от пневмонии, один из сыновей умер почти сразу же после неё, второй сын был очень болезненным. Произошедшее тяжело отразилось на душевном состоянии Мунка и наложило отпечаток на его поэтическое творчество. Примерно в то же время он получил место сотрудника в университетской библиотеке в Христиании. Осенью 1858 года отправился в Италию, где надеялся поправить здоровье своего сына, однако последний скончался во время этого путешествия в Ницце, после чего Мунк вернулся в Норвегию и некоторое время странствовал по горам. В 1860 году парламент выделил ему персональное жалование и почётное звание доцента с правом не читать лекций. В 1865 году вновь женился, в 1866 году получил почётное звание профессора. Скончался в Дании.
В середине XIX века его стихотворения и повести пользовались постоянно возраставшим успехом и были собраны в «Digte, gamle og nye» (1848), «Nye Digte» (1850), «Digte og Fortaellinger» (1855), «Nyeste Digte» (1861), «Kongedatterens Brudefart» (1861), «Jesu Billede» (1865; 7-е издание — 1893), «Efter-sommer» (1867). Он описал свои путешествия в «Billeder fra Nord og Syd» (1849) и «Reiseminder» (1865) и написал несколько драм: «Salomon de Caus» (1854), «En Aften paa Giske» (1855, историческая), «Lord William Russel» (1857; имела очень большой успех, ставилась при королевском дворе, была переведена на шведский и немецкий языки; благодаря ей Мунк стал известен в Германии) и другие работы. Большой известностью пользовалась его элегия на смерть жены «Sorg og Tröst» (1852; 7-е издание — 1891; переведена, как и многие другие его произведения на немецкий язык, под заглавием «Leid und Trost», Берлин, 1860). Позднее появилась его историческая поэма «Pave og Reformator» (1880). «Samlede Skrifter» Мунка были изданы в Копенгагене (1887—1890). Как поэт принадлежал к направлению романтизма, поэтому его популярность у публики в последние десятилетия его жизни существенно снизилась.